# 113-as busz (Pécs)
A pécsi 113-as jelzésű autóbusz a Főpályaudvar és Hird között közlekedett. Ez a leggyorsabb eljutási lehetőség Hirdre, az ott lakók főként ezt a járatot használták. Mivel gyorsjárat, ezért nem állt meg mindenhol, ahol a 13-as, még az útvonaluk sem egyezett teljesen. A 113-as a 6-os főúton közelítette meg Hirdet, sokkal gyorsabb kapcsolatot teremtve a belvárossal.

## Története
1995. április 4-én indult az első 113-as járat. Eredeti útvonalán odafele végig a 6-os főúton közlekedett, és csak visszafelé közlekedett a jelenlegi útvonalán. A 2000-es évek közepétől közlekedik jelenlegi útvonalán.
2017. szeptember 1-jétől 13E és 104E jelzéssel közlekedik.

## Útvonala
| Főpályaudvar → Budai Állomás → Hird, Harangláb utca | Hird, Harangláb utca → Budai Állomás → Főpályaudvar |
| --- | --- |
| Főpályaudvar – Szabadság utca – Rákóczi út – Rákóczi út – Zsolnay Vilmos utca – Pécsváradi út – – bekötőút – Hirdi út – Szövőgyár utca – forduló – Szövőgyár utca – Zengő utca – Harangláb utca – Hird, Harangláb utca | Hird, Harangláb utca – Harangláb utca – Zengő utca – Szövőgyár utca – forduló – Szövőgyár utca – Hirdi út – bekötőút – – Pécsváradi út – Zsolnay Vilmos utca – Rákóczi út – Rákóczi út – Szabadság utca – Főpályaudvar |

## Megállóhelyei
| 113 (Főpályaudvar – Hird, Harangláb utca) |                                 |          | |               |
| Perc (↓)                                  | Megállóhely                     | Perc (↑) | Átszállási kapcsolatok a járat megszűnésekor | Létesítmények |
| 0                                         | Főpályaudvar végállomás         | 28       | 3, 4, 4Y, 6, 7, 7Y, 8, 13, 13Y, 14, 14Y, 15, 15A, 20, 30, 31, 32, 32Y, 33, 34, 34Y, 35, 35Y, 36, 37, 38, 38Y, 39, 40, 41, 41E, 41Y, 42, 44, 46, 47, 73, 73Y, 130, 130A                                              |               |
| 3                                         | Zsolnay-szobor                  | 26       | 2, 2A, 3, 6, 7, 7Y, 8, 14, 14Y, 22, 23, 23Y, 24, 25, 26, 26Y, 27, 27Y, 28, 28A, 29, 29Y, 30, 31, 32, 32Y, 34, 34Y, 35, 35Y, 36, 37, 38, 38Y, 39, 40, 44, 46, 47, 73, 73Y, 103, 107E, 109E, 122, 123, 123Y, 124, 130 |               |
| 5                                         | Árkád                           | 24       | 2, 2A, 3, 4, 4Y, 6, 7, 7Y, 8, 13, 13Y, 14, 14Y, 15, 15A, 22, 23, 23Y, 24, 25, 26, 26Y, 27, 27Y, 28, 28A, 29, 29Y, 30, 33, 38, 38Y, 39, 40, 73, 73Y, 103, 107E, 109E, 122, 123, 123Y, 124, 130, 130A                 |               |
| 7                                         | 48-as tér                       | 22       | 2, 2A, 4, 4Y, 13, 13Y, 14, 14Y, 15, 15A, 20, 21, 21A, 60, 60A, 121 |               |
| 8                                         | Zsolnay Negyed                  | 20       | 2, 2A, 4, 4Y, 13, 13Y, 14, 14Y, 15, 15A, 20, 21, 21A, 60, 60A, 121 |               |
| 10                                        | Mohácsi út                      | 18       | 2, 2A, 4, 4Y, 13, 13Y, 14, 14Y, 15, 15A, 20, 21, 21A, 60, 60A, 121 |               |
| 12                                        | Gyárvárosi templom              | 16       | 2, 2A, 4, 4Y, 13, 13Y, 14, 14Y, 15, 15A, 25, 26, 26Y, 29, 29Y, 60, 60A |               |
| 13                                        | Budai Állomás                   | 14       | 2, 2A, 4, 4Y, 12, 13, 13Y, 14, 14Y, 15, 15A, 16, 25, 26, 26Y, 29, 60, 60A |               |
| 15                                        | Eperfás út                      | 12       | 13, 13Y, 14, 14Y, 15, 15A, 26, 60 |               |
| ∫                                         | Murom                           | 9        | 13, 13Y, 14, 14Y, 15, 15A, 26, 60 |               |
| ∫                                         | Vasasi elágazás                 | 7        | |               |
| 22                                        | Hirdi út                        | 5        | 13, 13Y, 60 |               |
| 23                                        | Szövőgyár utca                  | 4        | 13, 13Y, 60 |               |
| 25                                        | Zengő utca                      | 3        | 13, 13Y, 60 |               |
| 27                                        | Hadik András utca               | 1        | 13, 13Y, 60 |               |
| 28                                        | Hird, Harangláb utca végállomás | 0        | 13, 13Y, 60 |               |